# Comuna Hreada, Jovkva
Hreada (în ucraineană Гряда) este o comună în raionul Jovkva, regiunea Liov, Ucraina, formată din satele Hreada (reședința) și Volea-Homulețka.

## Demografie
Componența lingvistică a comunei Hreada
     Ucraineană (99,57%)
     Alte limbi (0,43%)
Conform recensământului din 2001, majoritatea populației comunei Hreada era vorbitoare de ucraineană (99,57%), existând în minoritate și vorbitori de alte limbi.